# مالانووو نووه
مالانووو نووه (به لاتین: Malanowo Nowe) یک روستا در لهستان است که در گمینا موخووو واقع شده‌است.